# Berga pastorat
Berga pastorat är ett pastorat i Allbo-Sunnerbo kontrakt i Växjö stift i Svenska kyrkan.
Pastoratskoden är 060304.
Pastoratet fick sin nuvarande omfattning 1974 och omfattar följande församlingar:
- Berga församling
- Bolmsö församling uppgick 2025 i Bolmsö-Tannåkers församling.
- Dörarps församling uppgick 2025 i Dörarp-Vittaryds församling.
- Vittaryds församling uppgick 2025 i Dörarp-Vittaryds församling.
- Tannåkers församling uppgick 2025 i Bolmsö-Tannåkers församling.